# Kamal-Hanna Bathish
Kamal-Hanna Bathish (* 6. Dezember 1931 in Nazareth; † 23. Juni 2025 in Jerusalem) war ein arabisch-israelischer römisch-katholischer Bischof. Er wirkte von 1994 bis 2007 als Weihbischof im Lateinischen Patriarchat von Jerusalem.

## Leben
Kamal-Hanna Bathish trat 1943 in das Priesterseminar des Lateinisches Patriarchats in Bait Dschala ein. Nach seiner theologischen Ausbildung empfing er am 26. Juni 1955 die Priesterweihe in der Salesianischen Jugend-Jesu-Basilika in Nazareth. Er war zunächst im Pastoraldienst in sieben Pfarreien des Lateinischen Patriarchats tätig. Während seines Studiums 1962 bis 1964 der Sozialwissenschaften in Rom war er Seelsorger in zwei Pfarreien in Rom. Von 1964 bis 1995 war er Assistent in der Kanzlei des Lateinischen Patriarchats von Jerusalem und Mitglied des Diözesangerichts. 1965 wurde er zum Kanzler ernannt, 1988 zum Generalvikar im Lateinischen Patriarchat ernannt.
1993 wurde er von Papst Johannes Paul II. zum Titularbischof von Aurusuliana ernannt und zum Weihbischof im Lateinischen Patriarchat von Jerusalem ernannt. Die Bischofsweihe spendete ihm am 3. Juli 1993 in der Jerusalemer Grabeskirche der Weihbischof des Lateinischen Patriarchats, Giacinto-Boulos Marcuzzo; Mitkonsekratoren waren Salim Sayegh und Guerino Dominique Picchi. Am 29. Oktober 1994 wurde Kamal Hanna Bathish zum Titularbischof von Ierichus ernannt. 1995 war Bathish Präsident des „Jerusalemer Komitees für das Große Jubiläum“ und Mitglied des „Zentralkomitees für das Große Jubiläum“ in Rom.
Als Weihbischof im Lateinischen Patriarchat von Jerusalem war er Patriarchalvikar für Jerusalem. 2007 wurde durch Papst Benedikt XVI. seinem altersbedingten Rücktrittsgesuch stattgegeben. Als emeritierter Bischof verblieb er in Jerusalem, wo er weiter als Geistlicher wirkte. Zuletzt lebte er in dem Altersheim Beit Afram Elderly House in Taybeh.
Kamal-Hanna Bathish starb im Alter von 93 Jahren in Jerusalem.